# Flächengewichtsregelung
Flächengewichtsregelung ist die wichtigste Regelung an einer Papiermaschine, weil das Flächengewicht Hauptkriterium für die Produktion und die anschließende Vermarktung ist.

## Einführung
Die Regelung des Flächengewichtes geschieht an einer modernen Papiermaschine mit Hilfe eines Prozessrechners, der eine Weiterentwicklung einer vermaschten Regelung auf Basis von einzelnen Reglern ist. Die zu regelnde Größe wird direkt oder indirekt gemessen und der gemessene „Istwert“ wird im Regler mit einer Vorgabe, dem Sollwert, verglichen. Je nach Ergebnis dieses Vergleiches erfolgt eine Änderung der Stellgröße Y auf das Stellglied. Diese Änderung der Stellgröße soll die Regelgröße, den Istwert X, an den Sollwert W angleichen.

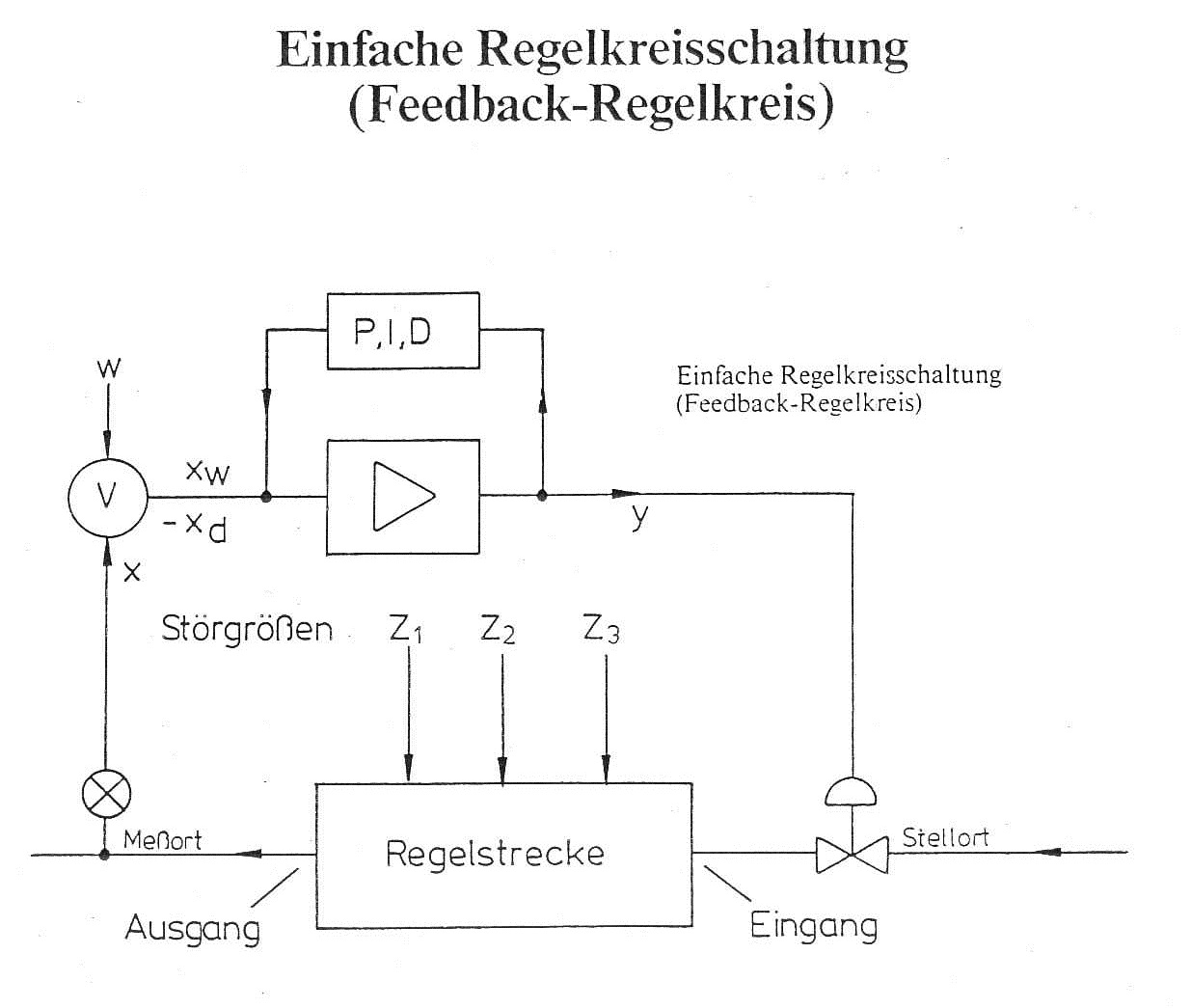
Prinzip Regelkreis allgemein

## Die Messeinrichtung
Für die Messungen an einer Papiermaschine wird eine schwingungsarme und formstabile Träger-Konstruktion genutzt, die über die gesamte Breite der zu messenden Papierbahn reicht. An den beiden Seiten ist diese Träger-Konstruktion fest mit dem Untergrund verbunden. Die Träger-Konstruktion wird während und nach der Montage genauestens optisch vermessen und gegebenenfalls mechanisch korrigiert, um für den späteren Messbetrieb möglichst keine Schwankungen im Abstand zur Papierbahn zu haben. Die Träger-Konstruktion ist die Fahrbahn für den traversierenden Scanner, der zweigeteilt oberhalb und unterhalb der Papierbahn die gesamte Breite abfährt und dabei das Flächengewicht indirekt misst.

## Der Messkopf
In einem wassergekühlten und mit geringem Überdruck stickstoffgefüllten Kunststoffgehäuse ist der Vielfachmesskopf installiert. Die jeweiligen Sensorquellen sind im Unterkopf und die Empfängereinrichtungen sind im Oberkopf untergebracht. Für einen Bahnübergang benötigt der Messkopf exakt 30 Sekunden, wobei die genaue Ausrichtung der beiden Kopfteile übereinander durch einen abgestimmten Zahnriemenantrieb jederzeit gewährleistet ist. Eine Abweichung von mehr als 5 mm wird nicht toleriert und führt zur Abschaltung der Messung. Die Sensoren im Messkopf messen Flächengewicht, Luftfeuchtigkeit und Luftspalttemperatur und übertragen diese laufend an den Prozessrechner. Die einzelnen Sensoren werden in den nächsten Abschnitten erklärt.

### Der Feuchte-Sensor

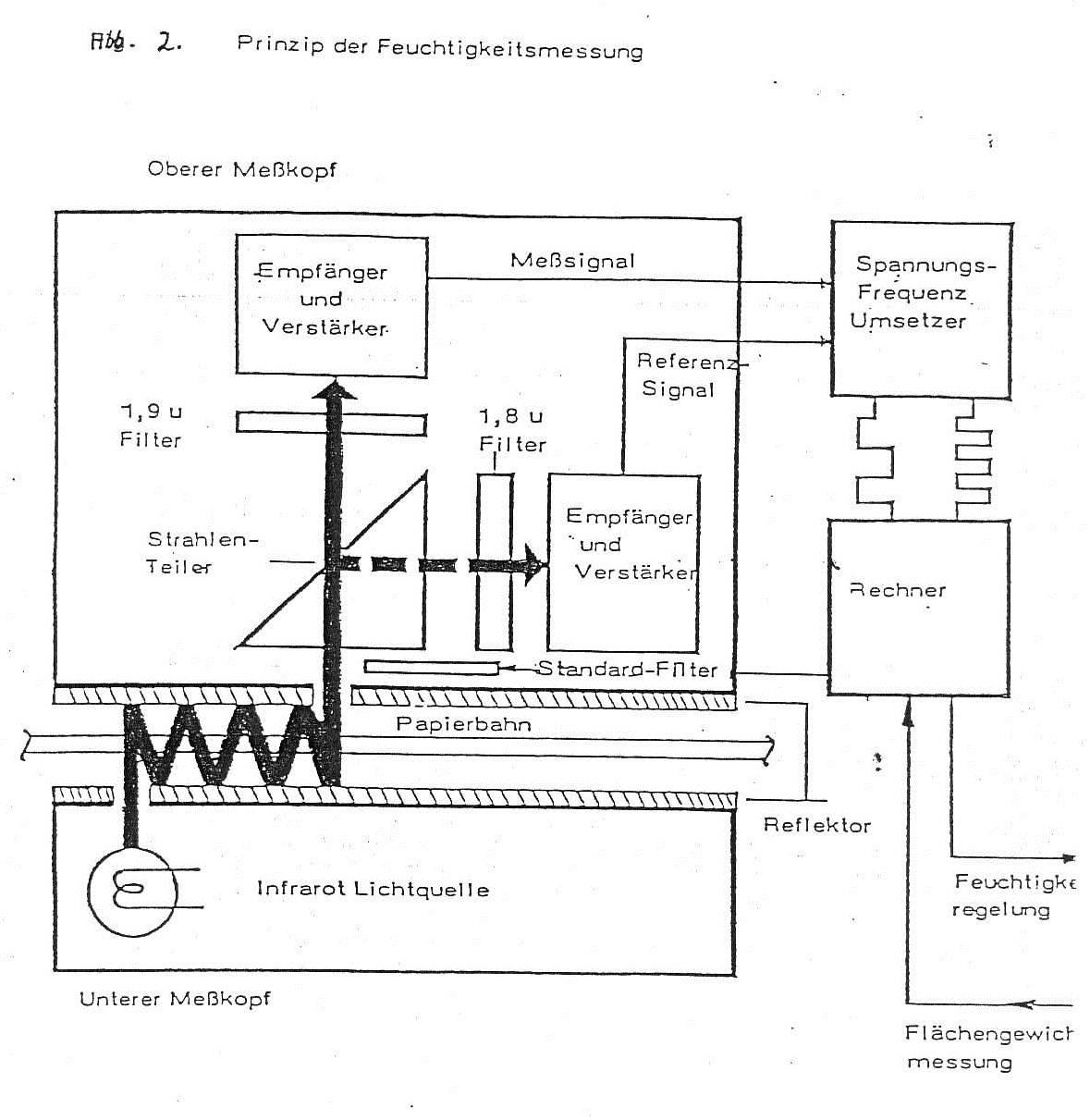
Schema Feuchtemessung

Für die Messung der Feuchte wird Infrarotlicht mit zwei definierten Wellenlängen verwendet, eine Wellenlänge ist wasserempfindlich wird also von Wasser absorbiert die zweite Wellenlänge nicht. Die Intensität der beiden Wellenlängen wird während der Bahnpassage gemessen und an den Prozessrechner übertragen. Aus dem Verhältnis und dem zeitgleich gemessenen Flächengewicht ermittelt der Prozessrechner die Feuchte in Prozent. In definierten Zeitabständen wird mittels eines Filters, der einen bekannten Wassergehalt simuliert, eine Feuchtemessung durchgeführt und mit einer Eichkurve verglichen. Der Vergleich mit der Eichkurve liefert einen Korrekturfaktor, der bei der Bestimmung der prozentualen Feuchte vom Prozessrechner berücksichtigt wird.

### Der Flächengewichts-Sensor

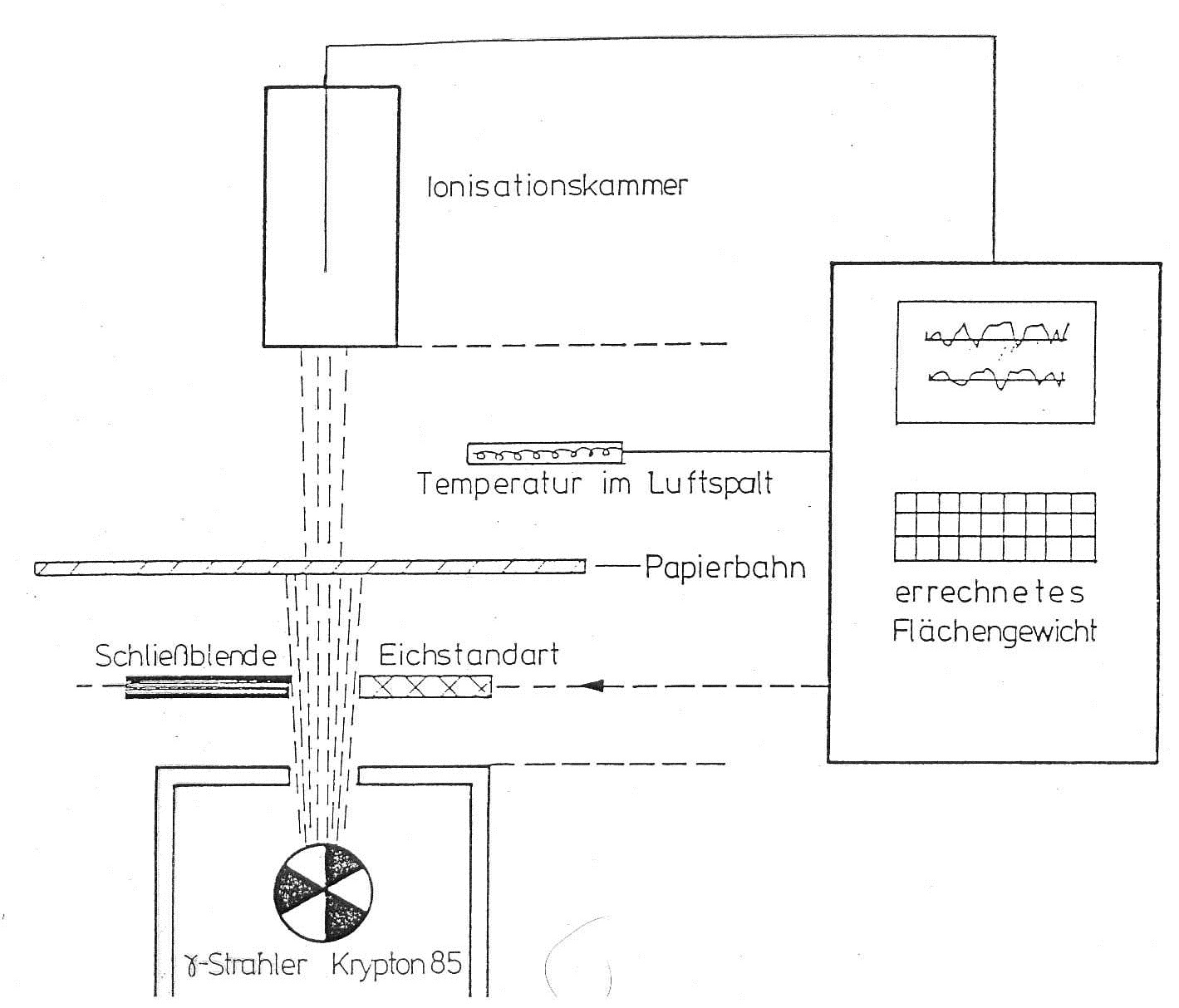
Schema FLG Messung

Die Messung des Flächengewichtes erfolgt indirekt über das Beta-Teilchen-Absorptionsvermögen des Papiers. Im Unterteil des Messkopfes befindet sich eine Beta-Strahlenquelle, die in ein Wolframgehäuse gekapselt wurde. Die Beta-Teilchen werden teilweise von der Papierbahn absorbiert und der verbleibende Strahlungsanteil im Kopfoberteil vom Strahlungssensor aufgenommen. Eine automatische Schließblende sorgt dafür, dass die Strahlungsquelle nur während der Bahnpassage und bei den Eichmessungen geöffnet ist.
- Werkstoff der Kapselung:	Wolfram
- Strahlenquelle:		Krypton 85
- Strahlungsenergie:		0,5 Curie
- Halbwertzeit:			10 Jahre
- Strahlungsaustrittsöffnung:	12 mm
- Gewichtsbereich:		10–750 g/m²
- Messgenauigkeit:		0,25 %
- Reproduzierbarkeit:		0,1 %

Das Absorptionsverhältnis folgt einer sogenannten e-Funktion
{\displaystyle R=e^{-i\cdot \,z}}
- wobei R = Transmissionsverhältnis
- e = Eulersche Zahl
- i = Absorptions-Koeffizient
- z = Gewicht

Im Prozessrechner hinterlegt ist eine Absorptionskurve, die anhand von bekannten und festgelegten Gewichtsproben aufgebaut wurde, diese dient als Referenzkurve. Alle 30 Traversierungen  wird eine Standardisierungsmessung, außerhalb der Papierbahn, durchgeführt. Bei dieser Messung werden die eventuellen Schmutzablagerungen am Sensor ermittelt und vom Prozessrechner bei der Flächengewichtsberechnung berücksichtigt, auf diese Weise wird die Fehlerquelle Schmutzablagerung eliminiert.
Eine zweite Fehlerquelle, die sich auf die Flächengewichtsmessung auswirkt, hat ihre Ursache in der Luftspalttemperatur, da sich die Absorptionsfähigkeit für Beta-Teilchen mit der Temperatur ändert. Aus diesem Grund wird die Luftspalttemperatur über die Bahnbreite erfasst, ausgewertet und dynamisch in die Flächengewichtsberechnung einbezogen.

### Der Einfluss der Lufttemperatur
Wie im vorhergehenden Abschnitt schon erwähnt, beeinflusst die Lufttemperatur die Messung des Flächengewichts. Die Ursache hierfür liegt in der unterschiedlichen Dichte von warmer und kalter Luft, diese unterschiedliche Dichte hat zur Folge, dass unterschiedlich viele Beta-Teilchen von der Luft zwischen Strahlungsquelle und Strahlungssensor absorbiert werden. Der Einfluss ist geringfügig, wird jedoch bei der Flächengewichtsberechnung berücksichtigt, um den hohen Qualitätsanforderungen gerecht werden zu können. Die Luftspalttemperatur wird getrennt für den Oberkopf und den Unterkopf gemessen, indem jeweils ein Ventilator die Luft mit hoher Geschwindigkeit an einem Thermistor, im jeweiligen Kopfteil, entlangführt. Die gemessene Luftspalttemperatur wird zeitgleich mit den Daten zu Feuchte und Flächengewicht an den Prozessrechner geliefert.

## Das Stellglied
Mit dem Stellglied wird Einfluss auf die Stellgröße genommen, welche die Regelgröße „Flächengewicht“ verändert. Stellgröße ist die Stoffmenge, welche der Papiermaschine zugeführt wird. An das Stellglied werden hohe Anforderungen gestellt: geringer Verschleiß, möglichst kein Lagerspiel, gute Positionierbarkeit und niedrige Ansprechempfindlichkeit.
In den meisten Flächengewichtsregelkreisen kommt ein Kugelsektorventil mit Schrittmotoransteuerung zum Einsatz. Ein Kugelsektorventil zeichnet sich durch seine hervorragende Kennlinie aus, welche logarithmisch ist. Der kugelförmige Aufbau verhindert Ablagerungen und sonstige ungewollte Querschnittsveränderungen. Ein Sektor im Eingangsteil der Kugel sorgt für eine gleichprozentige Durchflussänderung im Verhältnis zu einer Hubänderung und gibt diesem Ventil auch seinen Namen.

## Dickstoffregelung

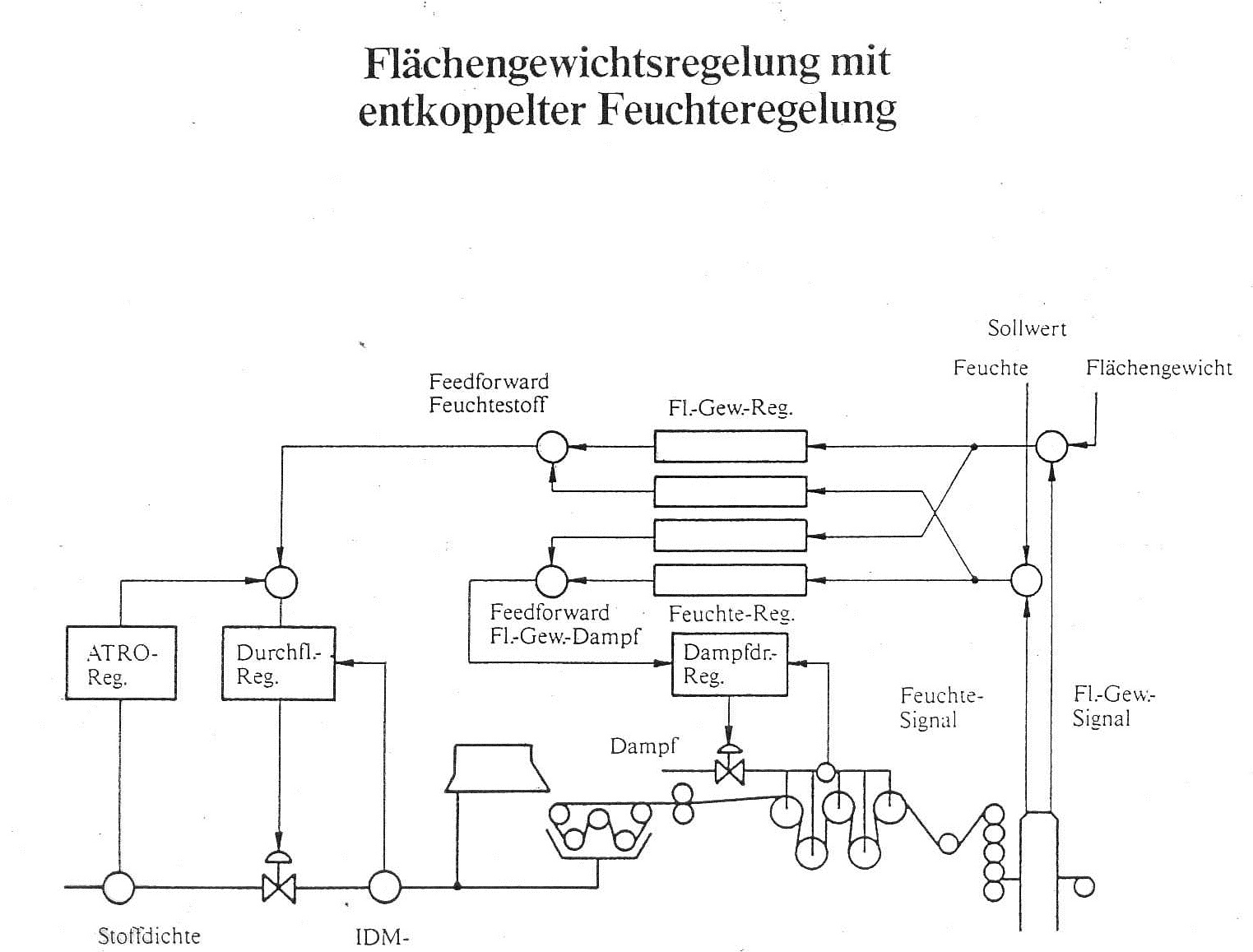
FLG mit entkoppelter Feuchteregelung

Die vom Stoffdichte-Transmitter gemessene Stoffdichte wird vom Prozessrechner jede Sekunde mit dem vorhergehenden Stoffdichtewert verglichen. Aus diesem Vergleich wird die tatsächliche Änderung der Stoffdichte errechnet. Da sich der Stoffdichte-Transmitter vor dem Stoffventil befindet, wartet der Prozessrechner, bis die eigentliche Änderung der Stoffdichte beim Stoffventil angekommen ist und nimmt erst dann eine Änderung der Stoffdurchflussmenge vor. Die vom Prozessrechner ermittelte notwendige Änderung der Stoffdurchflussmenge stellt die eigentliche Stoffdichte-Kompensation dar und bewirkt eine gleichmäßigere Stoffmenge zum Stoffauflauf, welche die Kurzzeitstreuungen des Flächengewichts und auch der Feuchte wesentlich reduzieren.

## Quelle
- Otto Föllinger, Regeltechnik 5. verbesserte Auflage, Huthig Verlag, Heidelberg 1985
- Theo Gruber, Mess- und Regeltechnik, Handbuch für die Papier- und Zellstoffindustrie, Papier aus Österreich, Steyrermühl
- Bert Rackmunisz, Informationsblätter der Regelungstechnik, VDI Verlag, Düsseldorf 1988
- Chris Krifed, Datenblätter der Radiometrie, T.G. Teubner, Stuttgart 1988